# Гопкало Вадим Іванович
Вади́м Іва́нович Го́пкало  (13 (26) лютого 1917 , Полтава, Полтавська губернія, Російська імперія  — 26 жовтня 1995 , Київ ) — український радянський архітектор, член спілки архітекторів СРСР та України, заслужений архітектор УРСР, почесний член Української Академії архітектури, лауреат Сталінської премії III ступеня за архітектуру будинку по вул. Володимирській, 69-71 (1950), лауреат Державної премії Ради Міністрів УРСР ім. Т. Шевченка за архітектуру і художнє оформлення Київського філіалу Центрального музею В. І. Леніна (1985).

## Біографія
Народився 13 (26) лютого 1917 року в Полтаві в родині живописця Гопкала Івана Олексійовича (1894–1984). У 1940 році здобув вищу освіту в Київському інженерно-будівельному інституті, навчався в Йосипа Каракіса.
У 1940–1941 роках — працював старшим виконробом тресту № 26 Наркомбуду 5 будуправління міста Харків. У 1941–1945 роках — начальником дільниці особливої будівельно-монтажної частини Наркомбуду у Харківській області. Протягом 1945–1946 років розробив проект забудови Соцмістечка у Запоріжжі.
З 1949 року почав працювати в Києві:
- у 1949–1965 роках — архітектором у Головному управлінні «Київпроект»;
- березень 1965 року — липень 1978 року — керівником майстерні № 2;
- з липня 1978 року — 25 жовтня 1995 року — начальником Управління об'ємного планування № 2 АТ «Київпроект».

Могила Вадима Гопкала

Помер 26 жовтня 1995 року в Києві. Похований на Байковому кладовищі (ділянка № 49а, 50°25′1.70″ пн. ш. 30°30′4.98″ сх. д. / 50.4171389° пн. ш. 30.5013833° сх. д.).

## Архітектурна діяльність
Брав участь у проектуванні (у складі групи або керівником) багатьох київських споруд і ансамблів, зокрема:
- житловий будинок КВО на Хрещатику, 1952;
- житловий будинок на Володимирській вулиці, 69-71;
- житловий будинок на Володимирській вулиці, 51-53[1][2];
- перший в Україні типовий 14-поверховий будинок – серія К-14, співавторство з Л. Б. Катком, К. М. Кантором, Я. Г. Аксертом (1963);
- житловий будинок на вулиці Богдана Хмельницького, 39 (перший 18-поверховий будинок Києва, 1965—1971);
- житлове поселення у районі Чоколівка;
- будинок Подільського райкому КПУ;
- житловий будинок на Шовковичній вулиці, 13-2;
- адміністративний будинок на Великій Васильківській вулиці, 2;
- будівля проектних інститутів Укрводоканалпроект і Промстройпроект, 1965;
- річковий вокзал у місті Києві;
- Ботанічний сад Академії наук СРСР;
- Інститут фізіології рослин і генетики НАН України на Васильківській вулиці, 51;
- житлові будинки на Голосіївському проспекті, 80-82, 89-91;
- ресторан «Дубки»;
- інженерний корпус на вулиці Михайла Омеляновича-Павленка, 4/6;
- Будинок політпросвіти на Володимирській вулиці, 44-46;
- Київський інженерно-будівельний інститут на Повітрофлотському проспекті ;
- житловий масив Вигурівщина-Троєщина (перший мікрорайон);
- готель «Турист»;
- Київський філіал Центрального музею В. І. Леніна;
- Палац урочистих подій на проспекті Берестейському, 11.

## Нагороди та премії
- Медаль «За доблесну працю у Великій Вітчизняній війні 1941—1945 рр.» (1947)
- Заслужений архітектор УРСР (1982)[3]
- Сталінська премія ІІІ ступеня (1951) (за архітектуру будинку 69-71 по Володимирській вулиці в Києві)
- Державна премія УРСР імені Т. Г. Шевченка (1985) (за архітектуру та оформлення Київської філії Центрального музею В. І. Леніна) — в колективі, зокрема із Володимиром Баруленковим.

## Зображення

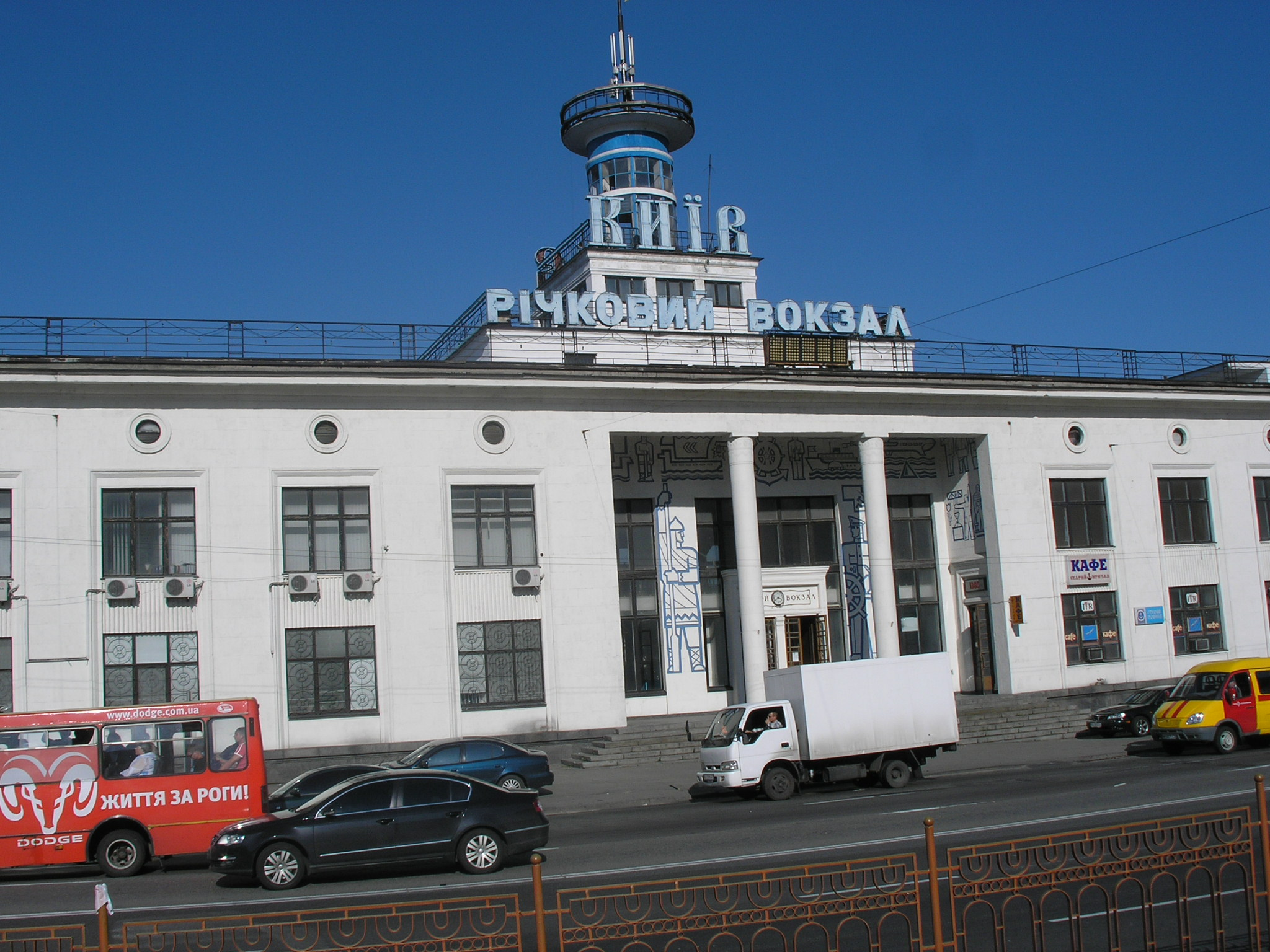
Київський річковий вокзал
Готель «Турист»
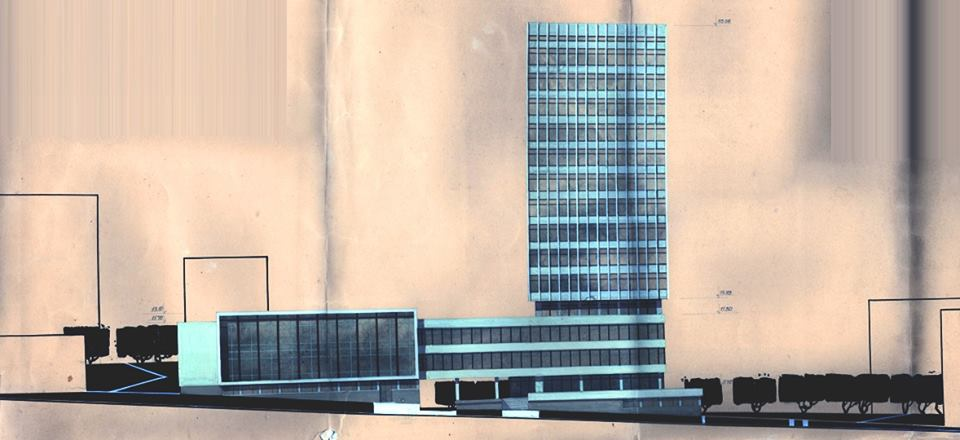
вул. Тургенєвська, 8/14
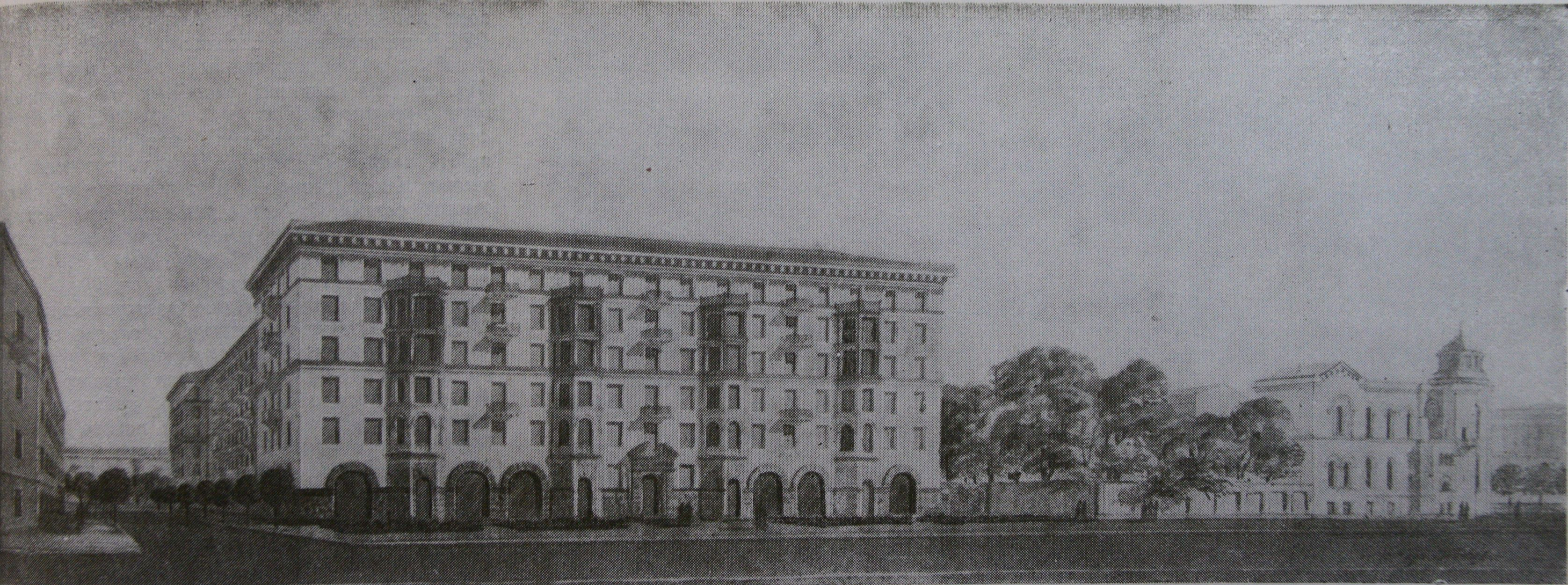
вул. Шовковична, 13-2
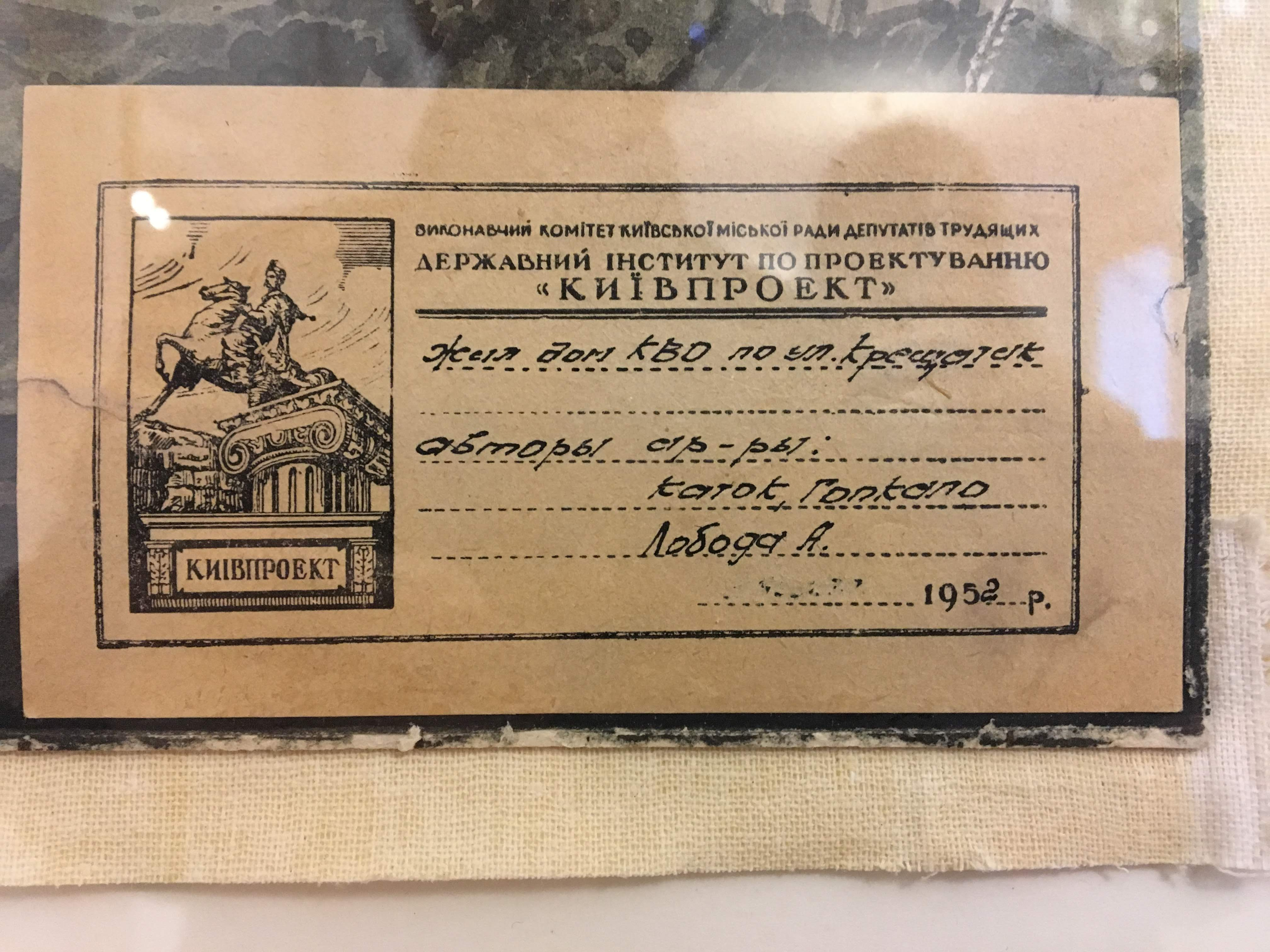
Автори будинку КВО
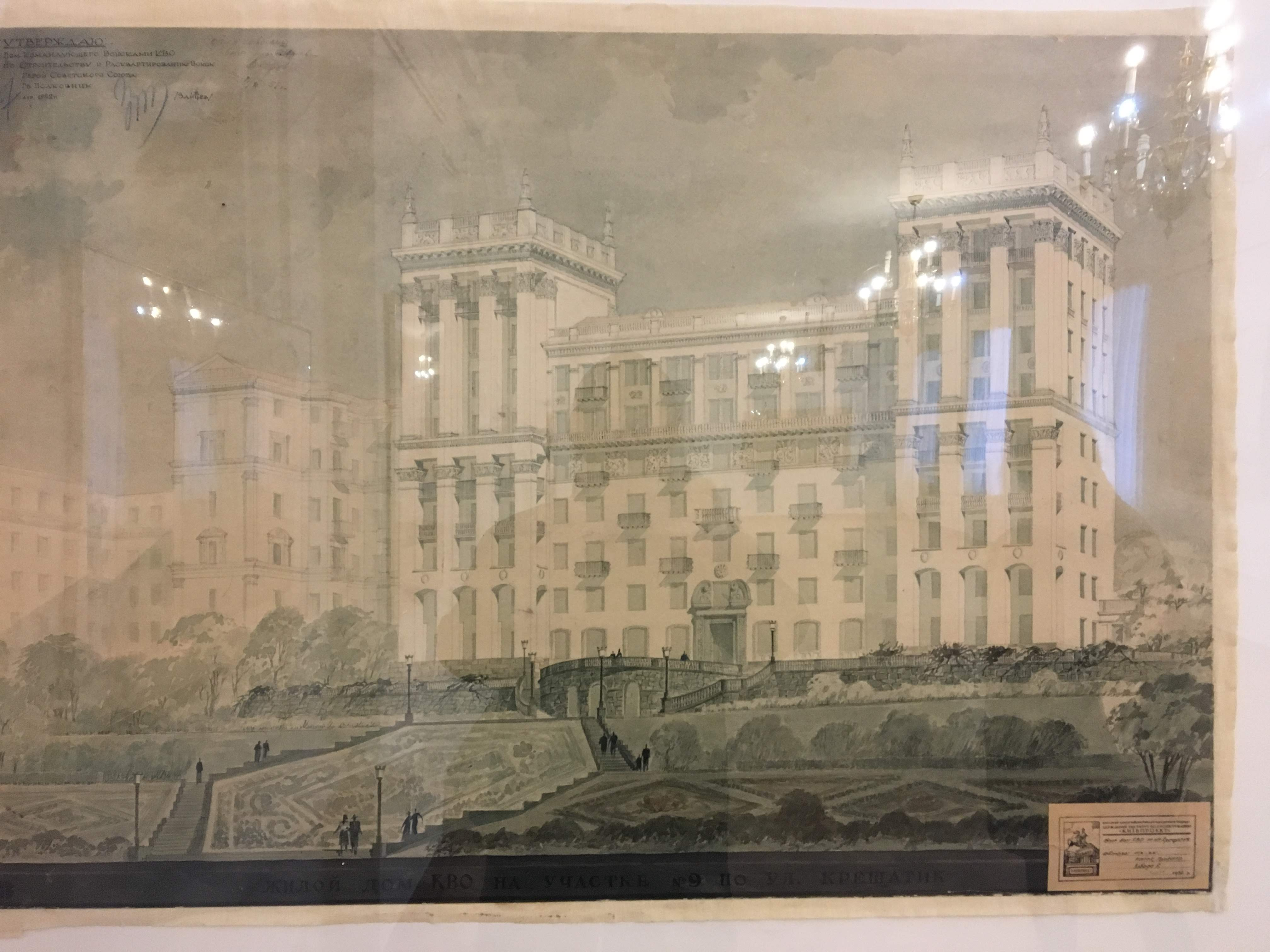
Житловий будинок КВО на Хрещатику
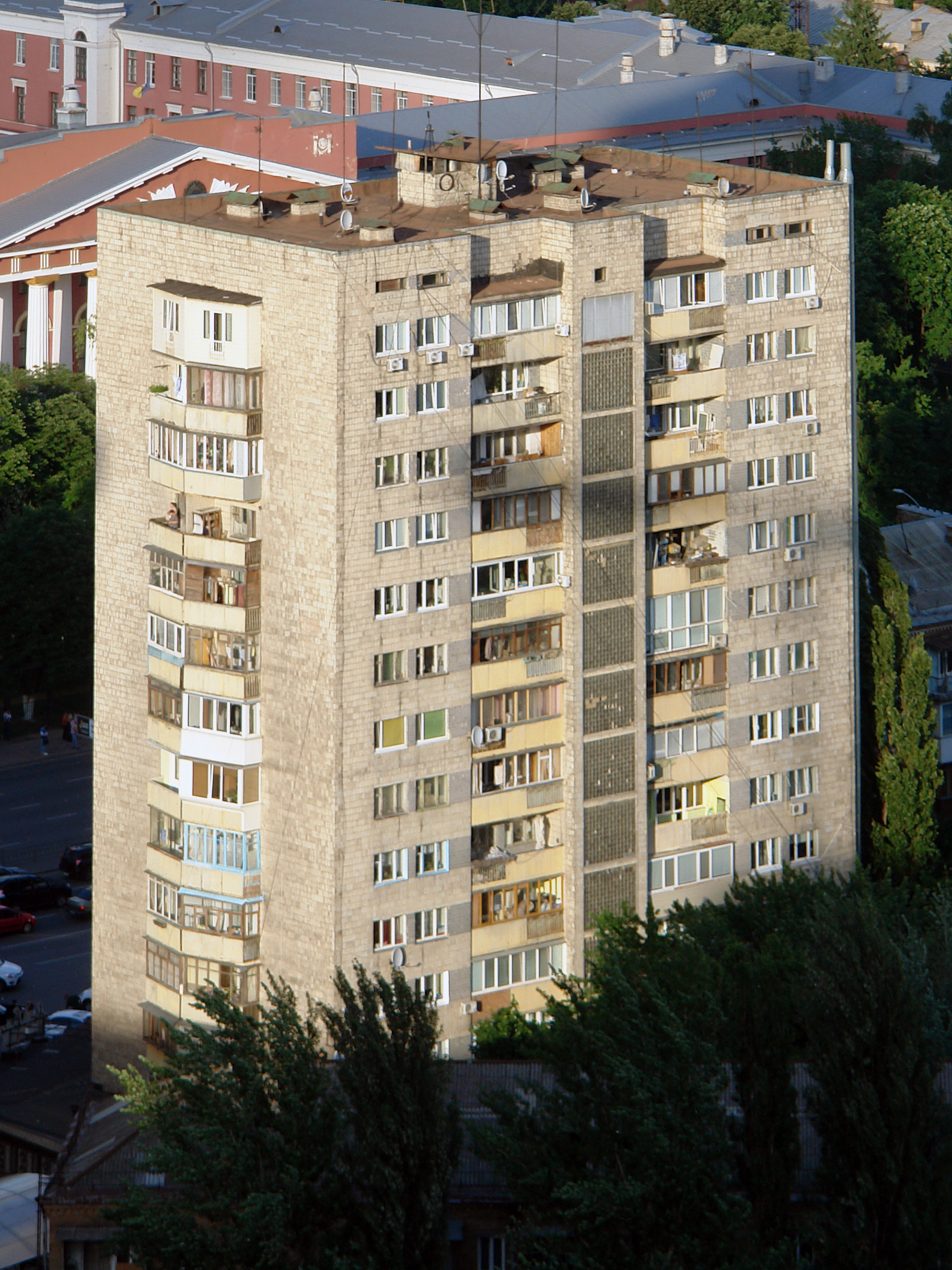
бульвар Лесі Українки, 30а – перший будинок серії К-14